# Interstella 5555: The 5tory of the 5ecret 5tar 5ystem
Interstella 5555: The 5tory of the 5ecret 5tar 5ystem (インターステラ5555 Intāsutera Fō Faibu, "Four Five") là một bộ phim hoạt hình ca nhạc khoa học viễn tưởng được phát hành năm 2003. Bộ phim đóng vai trò là các video âm nhạc cho Discovery, album phòng thu thứ hai của Daft Punk. Interstella 5555 kể câu chuyện về vụ bắt cóc và hành trình giải cứu một ban nhạc pop người ngoài hành tinh. Bộ phim do Toei Animation sản xuất, Kazuhisa Takenouchi đạo diễn và Leiji Matsumoto giám sát. Bộ phim không có lời thoại mà thay vào đó, âm thanh nền của phim là những bài hát từ Discovery và các hiệu ứng âm thanh tối thiểu.

## Cốt truyện
Các trọng điểm của câu chuyện trùng khớp với các bài hát của Daft Punk trong album Discovery. Trên một hành tinh mà người ngoài hành tinh hình con người sinh sống, một ban nhạc đang biểu diễn cho một lượng khán giả rất đông; bao gồm người chơi keyboard Octave, tay guitar Arpegius, tay trống Baryl và tay bass Stella ("One More Time"). Một lực lượng quân sự từ Trái Đất xâm lược hành tinh và bắt cóc ban nhạc ("Aerodynamic").
Một phi công vũ trụ tên là Shep sau khi làm việc bên ngoài con tàu hình cây đàn guitar của mình, thì đã đi vào bên trong. Anh ấy bị gián đoạn giấc mơ về Stella bởi một tín hiệu báo động về vụ bắt cóc, và truy đuổi những kẻ bắt cóc qua một hố sâu, rồi hạ cánh xuống Trái đất ("Digital Love").
Ban nhạc được đưa đến một cơ sở dưới lòng đất, nơi ký ức của họ bị xóa vào đĩa và làn da xanh của họ bj thay đổi để giống con người. Họ bị gắn thiết bị điều khiển tâm trí ẩn bên trong kính râm ("Harder, Better, Faster, Stronger"). Kẻ bắt giữ họ, Earl de Darkwood, đóng vai trò là người quản lý của họ và giới thiệu họ là một ban nhạc mới tên là The Crescendolls, những người đã gây bão trên toàn thế giới ("Crescendolls"). Sự nổi tiếng có nhược điểm là các thành viên của ban nhạc kiệt sức khi bị buộc phải ký tên một lượng lớn tài liệu tiếp thị. Trong khi đó, Shep tìm đường đến thành phố và phát hiện ra chuyện gì đã xảy ra với ban nhạc ("Nightvision").
Trong một buổi hòa nhạc ở sân vận động, Shep bay đến với một ba lô phản lực và bắn một tia vào từng thành viên ban nhạc, giải phóng tất cả họ khỏi sự kiểm soát tâm trí ngoại trừ Stella. Trong cuộc chạy trốn, Shep bị trọng thương, và các vệ sĩ của Darkwood được tiết lộ rằng họ đều là người máy ("Superheroes").
Vẫn nằm dưới sự kiểm soát của Darkwood, Stella tìm thấy một tấm thẻ có địa chỉ tới dinh thự của Darkwood mang tên "Trang viên Darkwood", mà cô ấy giấu trong chiếc váy của mình. Cô ấy được đưa đến một buổi lễ "Giải Đĩa vàng", nơi The Crescendolls giành được Đĩa vàng. Baryl tự giấu trong khán giả và giải thoát Stella bằng chùm tia, và họ trốn thoát với sự giúp đỡ của Octave ("High Life"). Ban nhạc quay trở lại với Shep, người đã tiết lộ danh tính thực sự của họ trước khi chết ("Something About Us"). Họ chôn cất Shep và linh hồn của anh bay vào không gian. Trong khi lái xe đi, họ sử dụng tấm thẻ mà Stella đã lấy trước đó để tìm đường đến Trang viên Darkwood, và quyết định điều tra ("Voyager").
Trong khi khám phá dinh thự của Darkwood, cả nhóm tìm đường vào một căn phòng bí mật, trong đó họ tìm thấy một cuốn sách tiết lộ kế hoạch của Darkwood. Hắn đã bắt cóc các nhạc sĩ ngoài hành tinh từ nhiều thế giới khác nhau và cải trang họ thành con người để giành được 5555 giải thưởng Đĩa vàng, và từ đó hắn ta có thể thống trị vũ trụ. Darkwood bắt họ và cố gắng hy sinh Stella để hoàn thành nghi lễ, nhưng Arpegius đã ném được đĩa vàng cuối cùng xuống vực sâu, và Darkwood rơi xuống theo nó, nơi được tiết lộ là chứa đầy dung nham, dường như đã giết chết hắn ta. Những kẻ bộ hạ của hắn cũng gieo mình xuống vực ("Veridis Quo"). Ban nhạc quay trở lại công ty thu âm để lấy lại đĩa nhớ. Octave lẻn vào để đánh cắp chúng, nhưng trong khi trốn thoát khỏi tòa nhà, anh trúng súng điện của bảo vệ và làn da trở lại trạng thái màu xanh lam ("Short Circuit").
Các nhà chức trách tìm thấy con tàu của Shep và tiến hành một chiến dịch để đưa The Crescendolls trở lại bình thường, đồng thời đưa bộ tứ trở về hành tinh quê hương của họ ("Face to Face"). Khi họ đi vào hố sâu, linh hồn của Darkwood xuất hiện và tấn công con tàu. Linh hồn của Shep cũng xuất hiện và chiến đấu với Darkwood, giải thoát cho con tàu. Ban nhạc trở về hành tinh quê hương của họ trong sự hoan nghênh nhiệt liệt, và một bức tượng của Shep được dựng lên ("Too Long"). Cuối cùng, bộ phim ngụ ý rằng toàn bộ câu chuyện là giấc mơ của một cậu bé, được truyền cảm hứng từ album Discovery và những món đồ chơi trong phòng của cậu.

## Nhân vật
- Stella – Nhân vật nữ duy nhất, cô ấy là tay bass của The Crescendolls, cũng là nhân vật chính của bộ phim.
- Arpegius – Tay guitar của The Crescendolls.
- Baryl – Tay trống của The Crescendolls, có chiều cao khá khiêm tốn so với các nhân vật khác.
- Octave – Tay keyboard và hát chính của The Crescendolls.
- Shep – Một phi hành gia trên đường giải cứu ban nhạc.
- Earl de Darkwood – Kẻ đã bắt cóc The Crescendolls và là nhân vật phản diện chính của bộ phim.
- Daft Punk – Họ xuất hiện với tư cách là một vai diễn khách mời trong "High Life".

## Quá trình sản xuất
Ý tưởng làm một bộ phim cho Discovery xuất hiện trong các buổi thu âm đầu tiên của album. Ý tưởng của Daft Punk cho cốt chuyện liên quan đến sự kết hợp giữa khoa học viễn tưởng với văn hóa công nghiệp giải trí. Ban đầu, bộ đôi đã hình thành một bộ phim người thật đóng có chủ đề vượt qua áp bức và nổi dậy chống lại guồng máy của cuộc sống. Sau khi cách tiếp cận trên bị loại bỏ, một số phong cách hoạt họa đã được tính tới trước khi bộ đôi quyết định chọn phong cách của anh hùng thời thơ ấu của họ, Leiji Matsumoto.
Ý tưởng phim được phát triển thêm với cộng tác viên của Daft Punk là Cédric Hervet, với Bangalter và Hervet viết kịch bản. Một nhóm bao gồm Daft Punk, Hervet, Pedro Winter và Gildas Loaëc đã được giới thiệu với Toei Animation thông qua kết nối tại Toshiba EMI. Kịch bản được đưa đến Tokyo vào tháng 7 năm 2000 với hy vọng tạo ra bộ phim với Matsumoto, người đã nhận xét rằng chính ông lại được truyền cảm hứng từ các nhà làm phim Pháp. Sau khi Matsumoto gia nhập nhóm với tư cách là người giám sát hình ảnh, Shinji Shimizu đã được liên hệ để làm người sản xuất và Kazuhisa Takenouchi để đạo diễn bộ phim. Với sự phối hợp dịch thuật của Tamiyuki "Spike" Sugiyama, quá trình sản xuất bắt đầu vào tháng 10 năm 2000 và kết thúc vào tháng 4 năm 2003. Daft Punk đến Tokyo gần như hàng tháng khi Toei sản xuất các phân cảnh. Chi phí của bộ phim được cho là 4 triệu đô la.
Bốn tập đầu tiên của bộ phim đã được phát hành để làm video âm nhạc trong suốt chiến dịch quảng cáo Discovery và được chiếu trên Cartoon Network vào ngày 31 tháng 8 năm 2001 trong "Toonami Midnight Run: Special Edition". Cartoon Network sau đó đã tập hợp các tập phim lên không gian mạng như một phần của dự án  Toonami Reactor tồn tại trong thời gian rất ngắn (sau đó tái xuất dưới cái tên Toonami Jetstream). Tháng 12 năm 2003, Interstella 5555 được phát hành cùng với album Daft Club, được dùng để quảng cáo cho bộ phim và cung cấp các bản remix chưa được phát hành trước đây của các bài hát từ album Discovery. Một ấn bản Blu-ray của bộ phim đã được phát hành vào tháng 9 năm 2011 và chứa bao bì tương tự.
Tất cả các yếu tố phổ biến trong các bộ phim của Matsumoto, chẳng hạn như chủ nghĩa lãng mạn về sự hy sinh cao cả và tưởng nhớ những người bạn đã ngã xuống, đều xuất hiện trong Interstella 5555. Daft Punk tiết lộ trong một cuộc phỏng vấn rằng Thuyền trưởng Harlock đã ảnh hưởng lớn đến họ trong thời thơ ấu. Họ cũng tuyên bố, "Âm nhạc mà chúng tôi đang sáng tạo ra chắc hẳn đã bị ảnh hưởng ở một thời điểm nào đó bởi những chương trình mà chúng tôi đã xem khi còn nhỏ."

## Đánh giá từ giới phê bình
Bộ phim được các nhà phê bình đón nhận tích cực. Rotten Tomatoes đưa ra đánh giá 86% dựa trên 7 bài phê bình (6 tích cực, 1 tiêu cực).
BBC đã chấm cho bộ phim 4 trên 5 sao, nói rằng bộ phim là một "món ăn tinh thần về hình ảnh và âm thanh theo tỷ lệ giữa các thiên hà". MovieMartyr.com nói rằng bộ phim là "bộ phim hoạt hình hay nhất được xuất bản năm 2003 và là minh chứng thực sự cho tính nghệ thuật có thể có ở hai phương tiện rất khác nhau." Mania.com kết luận bằng cách tuyên bố rằng bộ phim là "một tác phẩm độc đáo cho thấy âm nhạc có thể được kết hợp xuất sắc như thế nào với hoạt hình để tạo nên một câu chuyện hấp dẫn."
Empire nhận xét bộ phim rằng "Tốt thôi nếu bạn thích ban nhạc - bạn sẽ được xem phim hoạt hình phát lên trên album Discovery của họ. Đối với những người khác, chỉ 'daft' mà thôi."